# Aydıntepe
Aydıntepe ist eine Stadt und ein Landkreis in der türkischen Provinz Bayburt in der Schwarzmeerregion. Die Kreisstadt zählt mehr als die Hälfte der Landkreisbevölkerung und liegt ca. 17 km nordwestlich der Provinzhauptstadt Bayburt. Der Landkreis Aydıntepe liegt im Norden der Provinz und grenzt an die Provinzen Gümüşhane und Trabzon. Er wurde 1987 geschaffen und hat neben der Kreisstadt noch 23 Dörfer (Köy), von denen Çatıksu (395 Einwohner) das größte ist.